# إميليو غارسيا (مجدف)
إميليو غارسيا (بالإسبانية: Emilio García)‏ هو مجدف إسباني، ولد في 24 نوفمبر 1938 في فيغو في إسبانيا.

## وصلات خارجية
- اميليو غارسيا على موقع الاتحاد الدولي للتجديف (الإنجليزية)
- اميليو غارسيا على موقع أوليمبيديا (الإنجليزية)